# Anaconda (personaggio)
Anaconda, il cui vero nome è Blanche "Blondie" Sitznski è un personaggio dei fumetti, creato da Mark Gruenwald, Ralph Macchio (testi) e George Pérez (disegni), pubblicata dalla Marvel Comics. La sua prima apparizione avviene in Marvel Two-in-One n. 64 (giugno 1980); è una supercriminale membro della Società dei Serpenti.

## Biografia del personaggio
Blanche Sitznski accettò la proposta dei dirigenti della compagnia per cui lavorava come operaia, la Roxxon Company, di sottoporsi a interventi di bio ingegneria per divenire un agente segreto al servizio della stessa compagnia. Fu dotata di alcune caratteristiche dei rettili come allungare i propri arti o respirare sotto l'acqua. Inoltre il suo scheletro fu ricoperto di adamantio.
La sua prima missione consistette nell'impadronirsi della Corona dei Serpenti assieme agli altri membri della Squadra dei Serpenti. La missione fu portata a termine nonostante l'arresto di Anaconda, Mamba Nera e Marasso. In seguito, sempre assieme ai suoi compagni si scontrò con Iron Man che voleva impedir loro di impadronirsi di un dispositivo per influenzare le funzioni umane.
Sconfitta nuovamente fu reclutata da Sidewinder per far parte della nuova Società dei Serpenti che raccoglieva al suo interno criminali che si ispiravano al mondo rettile. Durante la prima missione fu sconfitta da Capitan America e mandata in prigione, dove venne fatta evadere dal suo capo. Dopo alcune missioni, Anaconda si rivoltò contro Sidewinder poiché Viper (Madame Hydra) aveva preso il comando della Società dei Serpenti. Questo portò nuovamente Anaconda a scontrarsi con Capitan America condotto alla base della Società da Diamante, membro del gruppo, per fermare Viper. Nonostante fosse stata sconfitta da Diamante decise in seguito di aiutare la ragazza quando questa ebbe il suo primo appuntamento romantico con Capitan America. Ma quando scoprì chi era l'accompagnatore accusò Diamante di tradimento nei confronti della Società e decise di eliminarla.
Distruggendo l'appartamento di Diamante, che condivideva con le amiche Mamba Nera e Aspide tentò di rapire le ragazze, ma fu fermata da Modam che ingaggiò le donne per sconfiggere Superia. A missione completata Anaconda rientrò nella Società dei Serpenti. In seguito affrontò Mr. Hyde e Jack Flag, e durante il Torneo Rosso di Madripoor fu sconfitta da Puma, ma grazie ai suoi poteri di guarigione ritornò presto in forma.
Anaconda finì per combattere, assieme al Six Pack (era Wild Pack), il mutante Cable, quando fu ingaggiata dallo S.H.I.E.L.D., ma finì per tradire l'organizzazione di spionaggio poiché Cable le fece una controfferta molto sostanziosa. Assieme a lui combatté gli X-Men. Recentemente al soldo del governo americano tornò ad affrontare Cable, che si era impadronito della nazione del Rumekistan. Qui lei e il Six Pack riuscirono a fare saltare la corrente elettrica nella capitale del paese ma furono sconfitti comunque da Cable.

## Poteri e abilità
Anaconda ha la capacità di allungare i propri arti fino a una volta e mezza la loro lunghezza normale, grazie agli interventi chirurgici a cui è stata sottoposta. Inoltre può avvolgere braccia e gambe intorno al corpo del proprio avversario e stritolarlo proprio come il rettile di cui prende il nome. La sua stretta può essere spezzata solo da un avversario forte almeno 30 volte lei. Anaconda può estrarre ossigeno dall'acqua e respirare di conseguenza sott'acqua e ha una capacità di guarigione superumana che le permette di guarire anche dalla ferite più gravi. Indossa solitamente un'uniforme ideata dall'AIM.